# Kevin Langford
Kevin Charles Langford (Fort Worth, 21 dicembre 1985) è un ex cestista statunitense, fratello di Keith Langford.

## Carriera
Comincia la sua carriera NCAA nel 2004 a University of California, ma dopo un anno la lascia per trasferirsi alla Texas Christian University, vicina a casa. Gioca lì tre stagioni; al termine di essi non viene scelto al draft del 2009.
Inizia la sua carriera Europea giocando nel Paderborn, l'anno seguente passa in Ungheria al Debreceni.
Nel 2011 ha la sua prima esperienza in Spagna, trasferendosi nel Basket Navarra.
Dal 2012 al 2015 spende la sua carriera in Grecia, giocando per il Kolossos Rodi, il Panionios  e il PAOK Salonicco, con cui debutta anche in Eurocup.
Nell'anno 2015-2016 per la prima volta cambia due squadre in una stagione, giocando prima nel Paris-Levallois in LNB Pro A e poi in Belgio al Port of Antwerp Giants.
Il 6 settembre 2016 si trasferisce per la prima volta in Italia, venendo ingaggiato da Agropoli, compagine militante nel girone ovest della serie A2 Citroën.

## Palmarès
- Supercoppa di Svizzera: 1

Massagno: 2023